# La Roulante
La Roulante est un journal de tranchées créé par le 369e régiment d'infanterie en 1916. C'est le troisième journal du régiment après Le Petit Voisognard et Latsiplume.
Sous-titré "Le mieux informé. Tuyautage spécial avec toutes les cuisines du secteur", la revue a été notamment illustrée par Claude Bils.